# 滝川直政
滝川 直政（たきがわ なおまさ）は、江戸時代前期の旗本。幕臣から尾張藩に附属された滝川忠征の外孫で、祖父の養孫として幕臣としての地位を譲られた。
通称は左門、与三右衛門（または与惣右衛門）。

## 生涯
慶長12年（1607年）、紀州藩重臣浅野忠正の三男として紀伊国で生まれた。父の忠正は浅野長政の叔父長季の孫で、藩主浅野幸長（長政嫡男）の又従兄弟に当たり、2000石を領した。母は江戸幕府旗本で2010石余を領する滝川忠征の娘。
幼少期に父が亡くなって兄が家督を継承し、嫡男滝川法直に先立たれた外祖父の忠征に引き取られ、法直の娘婿とされた。
元和2年（1616年）、忠征が徳川家康の遺命により徳川義直に附属されて尾張藩家老となるのに当たり、忠征がそれまで幕府直臣として領していた所領を譲ることを願われ、元和8年（1622年）に16歳で初めて将軍徳川秀忠に拝謁した。『徳川実紀』、『寛政重修諸家譜』等の幕府の編纂史料では確認できないが、滝川家の系譜はこのとき小姓に任じられたとする。寛永2年（1625年）、大御所秀忠から摂津国川辺郡・丹波国船井郡・美濃国加茂郡・近江国蒲生郡内に2010石余を安堵する朱印状を与えられ、忠征の旧領を正式に相続した。
寛永3年（1626年）4月、小姓組となり、5月から大御所秀忠の上洛に供奉した。同年11月、進物番出役となる。
寛永15年（1638年）、なんらかの罪を被っていたのを許された。
慶安元年（1648年）死去、享年42。

## 系譜
- 父：浅野忠正（浅野長政叔父長季の孫）
- 母：滝川忠征の娘
  - 長兄：浅野忠直（1594 - 1616）
  - 次兄：浅野重利（1603 - 1673） – 子孫に大石良雄の娘婿浅野直道
- 養母：滝川法直室（日向国飫肥藩主伊東祐兵の娘）
  - 養妹：直政室
  - 養妹：伊東祐久（日向国飫肥藩主、祐兵の孫）室
- 正室：滝川法直の娘
  - 女子：小堀太兵衛室
  - 長男：滝川征盛（1640 - 1667）